# Dillingen (Friedrichsdorf)
Dillingen ist ein Stadtteil von Friedrichsdorf im Hochtaunuskreis in Hessen mit eigener Gemarkung. Dillingen bildet zusammen mit der Kernstadt den Ortsbezirk Friedrichsdorf.

## Geographische Lage
Dillingen ist der höchstgelegene und westlichste Stadtteil von Friedrichsdorf. Durch die Höhenlage bietet sich von hier aus in südöstlicher Richtung ein Fernblick in die Wetterau.
Die kleine Gemarkung Dillingen ist zu großen Teilen bebaut und auf zwei Seiten von der Gemarkung Friedrichsdorf umrahmt. Die Straßen Hoher Weg und Grenzstraße bilden im Südosten die Grenze zu Friedrichsdorf. Hier ist der Stadtteil baulich mit der Kernstadt zusammengewachsen. Im Nordwesten endet Dillingen am Lochmühlenweg. Dort beginnt die Waldgemarkung von Friedrichsdorf. Der Verlauf der Gemarkungsgrenze spart allerdings am Lochmühlenweg den Walddistrikt Bornberg aus, dessen Waldungen Teil der Gemarkung Burgholzhausen vor der Höhe sind. Der Gemeindewald von Dillingen besteht aus einem einzigen Flurstück von rund 12 Hektar Fläche hinter dem Bornberg am Waldkrankenhaus von Köppern. Die Feldgemarkung von Dillingen befindet sich zwischen dem Bornberg und der Köpperner Straße.

## Geschichte
Dillingen wurde 1804 von Landgraf Friedrich V. von Hessen-Homburg gegründet. Im Namen bezog er sich auf den früheren Ort Tulingen, der erstmals 1192 bzw. 1229 urkundlich erwähnt wurde, aber im 16. Jahrhundert wüst gefallen war.
Die Fläche des künftigen Ortes war derjenige Teil des Spießwaldes, der dem Landgrafen bei der Auflösung der Seulberger Mark 1802 zugefallen war. Ursprünglich hatte Friedrich V. vorgesehen, Schweizer Familien, die aus religiösen Gründen auswandern wollten, aufzunehmen. Die Besiedelung erfolgte dann aber durch Familien aus dem Vogelsberg, insbesondere aus Metzlos-Gehaag bei Grebenhain. Diese hatten bei einer Viehseuche ihren Viehbestand verloren. Daneben siedelten Bauern aus Nachbarorten wie Ober-Moos, Fischborn, Dirlammen und Stockhausen sowie Kolonisten aus dem Hintertaunus wie Grävenwiesbach, Wehrheim oder Lauken.
Nach der Märzrevolution wurde statt des von Landgrafen eingesetzten Schultheißen erstmals ein Bürgermeister von den Bürgern gewählt. 1866 wurde die Landgrafschaft Hessen-Homburg und damit Dillingen preußisch.
1915 wurde ein Vertrag zur Eingemeindung Dillingens nach Friedrichsdorf abgeschlossen und 1916 umgesetzt. In den 1920er Jahren wurden dann die Schulen zusammengelegt.
Zwischen Dillingen und Friedrichsdorf wird die Brendelburg vermutet. Sie stand vermutlich auf dem Gelände des Institutes Garnier.

### Die Wasserversorgung von Dillingen
Ursprünglich verfügten die Häuser in Dillingen über Einzelbrunnen. Dies war allerdings gerade in Trockenzeiten keine sichere Wasserversorgung und führte dazu, dass die Ergiebigkeit der Quelle Schnepfenborn unterhalb des Ortes an der Schnepfenburg, aus dem sich Friedrichsdorf versorgte, nachließ. Daher wurde mit Unterstützung des Landgrafen eine hölzerne Wasserleitung von der Fahrborn-Quelle unterhalb der Gickelsburg angelegt und am 27. November 1827 eingeweiht.
Diese Holzleitungen waren bauartbedingt nicht sehr langlebig. Nachdem sie wieder verfallen waren, bestand die Wasserversorgung nur noch aus zwei Gemeindepumpen. 1912 wurde ein Druckleitung von Köppern her gelegt und damit Dillingen an eine moderne Wasserversorgung angeschlossen.

## Sehenswürdigkeiten

### Schul- und Bethaus

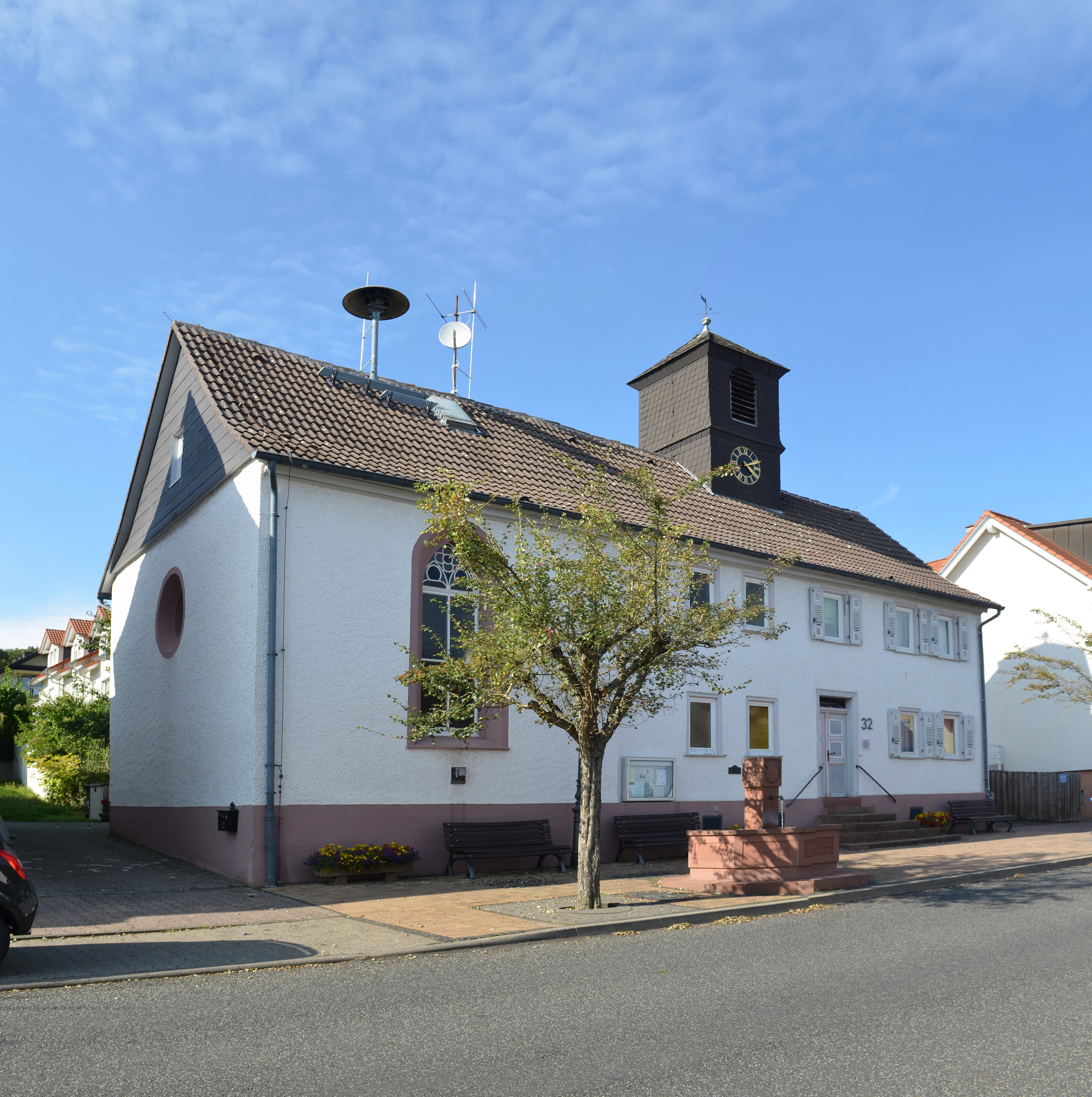
Schul- und Bethaus

1820 schenkte Landgraf Friedrich VI. von Hessen-Homburg den Einwohnern das Haus Dillinger Straße 32 als Schul- und Gebetshaus. Das gotische Fenster wurde erst nachträglich eingebaut, das Gebäude außerdem erhöht. Kirchlich war es eine Filialkirche zur lutherischen Pfarrei Köppern. Trotz der geringen Größe sprechen die Lokalpatrioten vom „Dillinger Dom“. Der Dachreiter beherbergt zwei verschieden alte Glocken der Gießerei Rincker.

### Alt-Dillingen
Der sogenannte Dillinger Dom ist der Mittelpunkt des alten Dorfkernes, der als Gesamtanlage unter Denkmalschutz steht. Diese Gesamtanlage umfasst die Häuser Dillinger Straße 29 bis 50. Die Häuser Dillinger Straße 32, 33/35, 36, 37 und 38/40 sind darüber hinaus als Einzeldenkmale geschützt.

### Brunnen

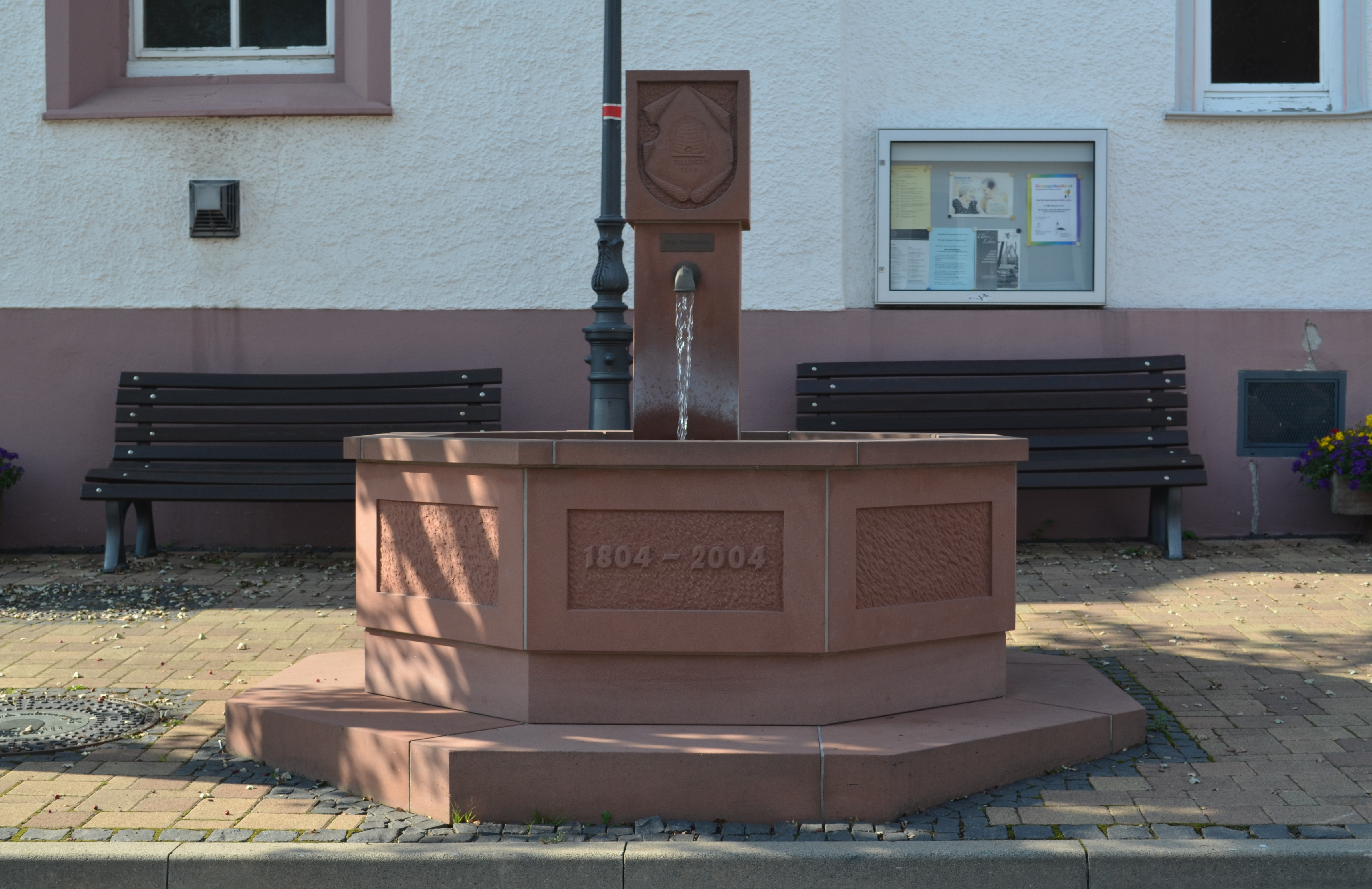
Brunnen

2004, zur 200-Jahr-Feier, wurde der Brunnen vor dem Schul- und Bethaus aufgestellt. Das achteckige Brunnenbecken aus roten Mainsandstein wurde nach dem Vorbild des Brunnens im Merzhausen gestaltet. Das nicht sichtbare Innenbecken aus Edelstahl schützt den Sandstein vor Beschädigungen. Der Brunnen, dessen Gesamtkosten von 30.000 € von der Stadt und einer Bürgergruppe aufgebracht wurde, hat in der Mitte einen Pfeiler, der das Wappen Dillingens mit dem Bienenkorb trägt.